# Драгоманов, Яков Акимович
Яков Якимович Драгоманов (1801—1840) — декабрист, прапорщик Полтавского пехотного полка, дядя историка Михаила Петровича Драгоманова, двоюродный дед Леси Украинки, брат П. А. Драгоманова.

## Биография
Из дворян Полтавской губернии. Родился в с. Монастырские Будища Гадячского уезда Полтавской губернии (ныне с. Малые Будища Гадячского района Полтавской области). Отец — коллежский асессор Яким Степанович Драгоманов. В службу вступил в канцелярию совета военного министра — 1 марта 1817 года, переведен в канцелярию военного губернатора в чине губернского регистратора — 1 августа 1817 года, уволен из канцелярии — 17 августа 1820 года, в 1824 года вступил юнкер ом в Полтавского пехотный полк.
Член Общества соединенных славян с весны 1825 года. Драгоманов одной из причин Общества соединенных славян считал необходимость борьбы с бедностью крестьян. Знал, что целью общества является изменение правительство у. Читал клятву славян. Два раза был на собрании в Андреевича. Сам в общество никого не принял, среди подчиненных агитацию не проводил. В день восстания на Сенатской площади он находился в госпитале, и это спасло его от каторги. На следствии Яков Драгоманов вел себя достойно, открыто заявив, что источником его революционных убеждений является недовольство существующим строем.
Арестован и доставлен в Главную квартиру 1 армии для привлечения к военному суду.
Высочайшее приказано (15 декабря 1825 года) держать 3 месяца в крепости и перевести в полки 3 пехотной дивизии под строгий надзор начальства.
После окончания срока заключения в крепости переведен в Староингерманландский пехотный полк — 16 декабря 1826 года. В чине прапорщика освобожден от службы по болезни — 21 февраля 1828 года и оставлен под строгим секретным надзором.
В конце 1830-х годов в журналах печатались его стихи. При содействии друзей и брата Петра, жившего тогда в Петербурге, ему удавалось время от времени публиковать свои стихи в периодической печати, в альманахах — «Северном Меркурии», «Гирлянда», «Сыне отечества».